# کوس بای (اورگن)
کوس بای (به انگلیسی: CoosBay) شهری در شهرستان کوس ایالت اورگن است و در سرشماری سال ۲۰۱۱ میلادی، ۱۵٬۹۶۷ نفر جمعیت داشته که نسبت به سال ۲۰۱۰، ۰٫۲۷ درصد رشد جمعیت داشته‌است.

## موقعیت جغرافیایی
موقعیت جغرافیایی شهرها و مناطق اطراف به شرح زیر است: